# 110 Virginis
110 Virginis, som är stjärnans Flamsteed-beteckning, är en ensam stjärna i den östra delen av stjärnbilden Jungfrun. Den har en genomsnittlig skenbar magnitud på ca 4,40 och är synlig för blotta ögat där ljusföroreningar ej förekommer. Baserat på parallaxmätning inom Hipparcosuppdraget på ca 16,7 mas, beräknas den befinna sig på ett avstånd på ca 195 ljusår (ca 60 parsek) från solen. Den rör sig närmare solen med en heliocentrisk radialhastighet på ca -16 km/s.

## Egenskaper
110 Virginis är en orange till röd stjärna av spektralklass K0.5 IIIb Fe-0.5 vilket anger att den är en utvecklad jättestjärna med ett svagt överskott av järn i dess spektrum. Den ingår i röda klumpen, vilket betyder att den befinner sig på den horisontella jättegrenen och genererar energi genom termonukleär fusion av helium i dess kärna. Den har en massa som är ca 1,7 solmassor, en radie som är ca 11 solradier och utsänder ca 76 gånger mera energi än solen från dess fotosfär vid en effektiv temperatur på ca 4 700 K.
110 Virginis är en misstänkt variabel (CST:), som har visuell magnitud +4,4 och varierar utan någon fastställd amplitud eller periodicitet.